# جون فيتزموريس
جون فيتزموريس هو موظف مدني بلجيكي، ولد في 18 نوفمبر 1947، وتوفي في 1 أغسطس 2003 في شيربيك في بلجيكا.